# Lonicera jilongensis
Lonicera jilongensis är en kaprifolväxtart som beskrevs av Ping Sheng Hsu och H.J. Wang. Lonicera jilongensis ingår i släktet tryar, och familjen kaprifolväxter. Inga underarter finns listade i Catalogue of Life.